# Григорян, Самвел Аванесович
Самвел Аванесович Григорян (арм. Սամվել Գրիգորյան, 22 апреля 1907, с. Шушикенд, Елизаветпольская губерния — 1987) — армянский советский поэт и переводчик. Заслуженный работник культуры Азербайджанской ССР (1970). Народный поэт Азербайджанской ССР (1984). Депутат Верховного Совета Азербайджанской ССР (1959—1985).

## Биография
Родился в семье сельского кузнеца. В 1926 году поступил на историко-литературный факультет Ереванского университета, который окончил в 1929 г. Начало литературной деятельности относится к 1925 г.
С 1957 года работал редактором журнала «Гракан Адрбеджан» («Литературный Азербайджан»), издававшегося в Баку на армянском языке.
С 1967 по 1977 год — председатель Армянского отделения Научного общества АзССР.
Занимался активной общественной деятельность. Избирался депутатом Верховного Совета Азербайджанской ССР с 1959 по 1985 год.

## Награды
- Награждён орденами Октябрьской Революции (26.04.1977), Трудового Красного Знамени (27.04.1967), Дружбы народов (21.04.1987), «Знак Почёта» (25.02.1946), медалью «За трудовое отличие» (9.06.1959) и другими медалями.
- Народный поэт Азербайджанской ССР (1984).
- Заслуженный работник культуры Азербайджанской ССР (1970).

## Творчество
Поэзию Самвела Григорян характеризуют эмоционально напряженный монолог, афористичность в передаче мыслей и переживаний в традициях армянской классической поэзии. Основная тема произведений — воспевание дружбы народов.
Является автор сборников стихов:
- «Лирические волнения» («Лирикакан уйзер», 1934)
- «За родину» («Айреники хамар», 1939)
- «Сердце матери» (1944)
- «Утро Каспия» («Каспиакани аравоты», 1954)
- «Прозрачные горизонты» (1955)
- «Огни» («Кракнер», 1958)
- «Сингара» (1965)
- «Огни заката» («Майрамути кракнер», 1973)

В русском переводе:
- Дерзание. Стихи, Б., 1958;
- Падает снег, М., 1972. и др.

В 1974 г. опубликовал сборник воспоминаний об армянских и азербайджанских поэтах «Заветные имена» («Нвиракан ануннер»).
Автор пьесы «Гаяне» (постановка 1948).
Перевëл на армянский язык ряд сочинений А. С. Пушкина, М. Ю. Лермонтова, Т. Шевченко, а также произведений азербайджанских классиков.

## Комментарии
1. ↑  Ныне — село в Нагорном Карабахе, согласно административно-территориальному делению непризнанной Нагорно-Карабахской Республики, расположено в Аскеранском районе НКР; согласно административно-территориальному делению Азербайджана — в Ходжалинском районе Азербайджана.